# Upper Austria Ladies Linz 2025
Upper Austria Ladies Linz 2025 byl tenisový turnaj na ženském profesionálním okruhu WTA Tour, hraný v Design Center Linz. Třicátý čtvrtý ročník Linz Open probíhal mezi 27. lednem a 2. únorem 2025 v rakouském Linci na tvrdém povrchu Rebound Ace.
Turnaj dotovaný 1 064 510 eury patřil do kategorie WTA 500. Nejvýše nasazenou singlistkou se stala devatenáctá tenistka světa Karolína Muchová z Česka, kterou v semifinále vyřadila obhájkyně finálové účasti Alexandrovová. Jako poslední přímá účastnice se do dvouhry – v době ukončení přihlášek – kvalifikovala španělská 54. hráčka žebříčku Jéssica Bouzasová Maneirová. V důsledku invaze Ruska na Ukrajinu na konci února 2022 řídící organizace tenisu ATP, WTA a ITF s grandslamy rozhodly, že ruští a běloruští tenisté mohli dále na okruzích startovat, ale do odvolání nikoli pod vlajkami Ruska a Běloruska.
Pátý singlový titul na okruhu WTA Tour, a první v úrovni WTA 500, vybojovala 30letá Jekatěrina Alexandrovová, která v Linci vyhrála až třetí finále. Čtyřhru ovládly Maďarka Tímea Babosová s Brazilkou Luisou Stefaniovou.

## Rozdělení bodů a finančních odměn

### Rozdělení bodů
| Soutěž  | Soutěž      | vítězky | finalistky | semifinalistky | čtvrtfinalistky | 16 v kole | 32 v kole | Q  | Q2 | Q1 |
| ------- | ----------- | ------- | ---------- | -------------- | --------------- | --------- | --------- | -- | -- | -- |
| dvouhra | [ 3 ] [ 8 ] | 500     | 325        | 195            | 108             | 60        | 1         | 25 | 13 | 1  |
| čtyřhra | [ 9 ]       | 500     | 325        | 195            | 108             | 1         | —         | —  | —  | —  |

### Finanční odměny
| Soutěž                                | Soutěž      | vítězky   | finalistky | semifinalistky | čtvrtfinalistky | 16 v kole | 32 v kole | Q2      | Q1      |
| ------------------------------------- | ----------- | --------- | ---------- | -------------- | --------------- | --------- | --------- | ------- | ------- |
| dvouhra                               | [ 3 ] [ 8 ] | 142 610 € | 87 825 €   | 51 305 €       | 24 950 €        | 13 651 €  | 9 829 €   | 3 390 € | 6 630 € |
| čtyřhra                               | [ 9 ]       | 47 220 €  | 28 700 €   | 16 660 €       | 8 550 €         | 5 220 €   | —         | —       | —       |
| částka ve čtyřhrách je uvedena na pár |             |           |            |                |                 |           |           |         |         |

## Ženská dvouhra

### Nasazení
| Stát                          | Hráčka                   | WTA | Nasazení |
| ----------------------------- | ------------------------ | --- | -------- |
| Česko                         | Karolína Muchová         | 20. | 1.       |
| Ukrajina                      | Elina Svitolinová        | 27. | 2.       |
| Řecko                         | Maria Sakkariová         | 30. | 3.       |
|                               | Jekatěrina Alexandrovová | 31. | 4.       |
| Ukrajina                      | Dajana Jastremská        | 33. | 5.       |
|                               | Anastasija Potapovová    | 36. | 6.       |
| Arménie                       | Elina Avanesjanová       | 41. | 7.       |
| Dánsko                        | Clara Tausonová          | 42. | 8.       |
| Žebříček WTA k 13. lednu 2025 |                          |     |          |

### Jiné formy účasti
Následující hráčky obdržely divokou kartu do hlavní soutěže:
- Julia Grabherová
- Eva Lysová
- Karolína Muchová

Následující hráčky postoupily z kvalifikace:
- Sinja Krausová
- Petra Martićová
- Antonia Ružićová
- Aljaksandra Sasnovičová
- Sara Sorribesová Tormová
- Anastasija Zacharovová

### Odhlášení
před zahájením turnaje
- Belinda Bencicová → nahradila ji  Anhelina Kalininová
- Olga Danilovićová → nahradila ji  Sorana Cîrsteaová
- Peyton Stearnsová → nahradila ji  Majar Šarífová
- Markéta Vondroušová → nahradila ji  Lucia Bronzettiová

## Ženská čtyřhra

### Nasazení
| Stát                                                                      | Hráčka              | Stát     | Hráčka             | WTA | Nasazení |
| ------------------------------------------------------------------------- | ------------------- | -------- | ------------------ | --- | -------- |
| Česko                                                                     | Kateřina Siniaková  | Čína     | Čang Šuaj          | 27  | 1        |
| Kazachstán                                                                | Anna Danilinová     |          | Irina Chromačovová | 40  | 2        |
| Ukrajina                                                                  | Ljudmyla Kičenoková | Ukrajina | Nadija Kičenoková  | 53  | 3        |
| Maďarsko                                                                  | Tímea Babosová      | Brazílie | Luisa Stefaniová   | 80  | 4        |
| Žebříček WTA k 13. lednu 2025; číslo je součtem umístění obou členek páru |                     |          |                    |     |          |

### Jiné formy účasti
Následující pár obdržel divokou kartu:
- Julia Grabherová /  Sinja Krausová

## Přehled finále

### Ženská dvouhra
- Jekatěrina Alexandrovová vs.  Dajana Jastremská, 6–2, 3–6, 7–5

### Ženská čtyřhra
- Tímea Babosová /  Luisa Stefaniová vs.  Ljudmyla Kičenoková /  Nadija Kičenoková, 3–6, 7–5, [10–4]